# Муравьёв, Матвей Артамонович
Матвей Артамонович Муравьёв (1711 год, Кронштадт, Ораниенбаумский уезд, Санкт-Петербургская губерния, Русское царство — после 1783) — российский военный, генерал-майор, мемуарист.

## Биография
Матвей Артамонович принадлежал к старинному дворянскому роду. Он был сыном полковника Артамона Захарьевича Муравьёва, а по матери — внуком полковника Петра Ивановича Островского. Муравьёв родился в 1711 году, стал военным инженером. Участвовал в русско-шведской войне 1741—1743 годов и Семилетней войне, был комендантом крепости Святой Елисаветы (современный Кропивницкий) в 1759—1760, 1761—1763 годах, главным командиром Канцелярии Боровицких порогов в 1764—1778), дослужился до генерал-майора. В 1778 году ушёл в отставку и поселился в своём имении под Новгородом, где написал мемуары, изданные только в 1994 году.
Муравьёв был женат (предположительно с 1762 года) на Елене Петровне Апостол, внучке украинского гетмана Даниила Апостола. Этот брак был заключён против воли Петра Апостола, так что Елена Петровна осталась без приданого. Она родила сына Ивана (1762—1851), носившего с 1801 года двойную фамилию — Муравьёв-Апостол.